# 雷鸣山
雷鸣山（1961年9月—），男，汉族，山西河曲人，中华人民共和国政治人物，曾历任中国国际工程咨询公司经济法律部副处长、中咨资产评估事务所副经理、中国国际工程咨询公司总经理助理、副总经理（正司级），中国国际工程咨询公司党组成员、副总经理，国务院三峡办稽察司副司长（正司级）、资金计划司司长，国务院三峡工程建设委员会办公室副主任、党组成员，中华人民共和国水利部副部长、党组成员。2018年8月任中国长江三峡集团有限公司党组书记、董事长。